# Megacyllene murina
Megacyllene murina är en skalbaggsart som först beskrevs av Hermann Burmeister 1879.  Megacyllene murina ingår i släktet Megacyllene och familjen långhorningar.
Artens utbredningsområde är:
- Paraguay.
- Uruguay.

Inga underarter finns listade i Catalogue of Life.